# Tigapanah (plaats)
Tigapanah (Indonesisch: drie pijlen) is een bestuurslaag in het regentschap Karo van de provincie Noord-Sumatra, Indonesië. Tigapanah (Indonesisch: drie pijlen) telt 2949 inwoners (volkstelling 2010).